# Malapterurus occidentalis
Malapterurus occidentalis е вид лъчеперка от семейство Malapteruridae. Видът е почти застрашен от изчезване.

## Разпространение
Разпространен е в Гамбия и Гвинея-Бисау.